# Hugyag
Hugyag é um município da Hungria, situado no condado de Nógrád. Tem 10,9 km² de área e sua população em 2015 foi estimada em 840 habitantes.